# Carcharhinus albimarginatus

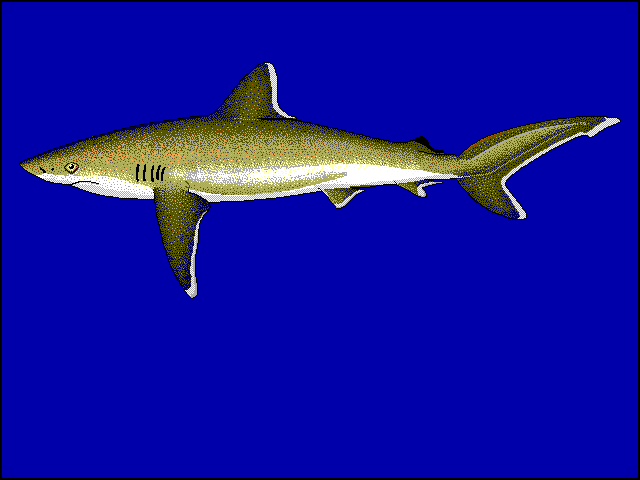
Dibujo.

El tiburón de puntas plateadas (Carcharhinus albimarginatus) es una especie de elasmobranquio carcarriniforme de la familia Carcharhinidae que puede encontrarse en las aguas tropicales de los océanos Índico y Pacífico. Esta especie se encuentran a menudo en torno a las islas costeras y los arrecifes de coral, y puede sumergirse a una profundidad de 800 m.

## Características
El tiburón de punta plateada se asemeja al tiburón gris de arrecife (C. amblyrhynchos), aunque pueden ser fácilmente identificados por los prominentes márgenes blancos en sus aletas. Alcanza una longitud máxima de 3 metros.

## Historia natural
El tiburón punta plateada es considerado como agresivo y potencialmente peligroso para los seres humanos, ya que a menudo se acercan demasiado a los buzos. Es un superpredador que se alimenta de una gran variedad de peces óseos, así como rayas águila, tiburones más pequeños y cefalópodos. Esta especie domina otros tiburones de igual tamaño en el momento de competir por alimento, y muchos de estos tiburones son a menudo heridos seriamente por los conflictos con otros de su especie. Como otros miembros de su familia, los tiburones de puntas blancas son vivíparos, las hembras dan a luz de 1 a 11 crías durante el verano.
Esta especie es tomada por la pesca comercial por su carne y aletas, aunque los datos es actualmente insuficiente para la Unión Internacional para la Conservación de la Naturaleza (UICN, por sus sigla en inglés) para evaluar su estado de conservación.

## Distribución y hábitat
El tiburón punta blanca está ampliamente distribuido aunque no de forma continua en los océanos Índico y el Pacífico tropical. En el Índico occidental, esta especie se encuentra desde el Mar Rojo al sur de África, entre ellos Madagascar, Seychelles, el grupo de Aldabra, Mauricio, y el archipiélago de Chagos. En el Pacífico occidental, se conoce de su ubicación desde el sur de Japón hasta el norte de Australia, incluyendo Taiwán, las Filipinas, Indonesia, Nueva Caledonia, Guam, Palaos, las Islas Salomón, las Islas Marshall, las Islas Fénix, y Tahití. En el Pacífico oriental, se aparece desde el sur de Baja California hasta Colombia, incluyendo las islas Cocos, Galápagos, y Revillagigedo. Su presencia en el Golfo de México y el Mar Caribe no está confirmada. 
Los tiburones de puntas blancas se encuentran en las plataformas continentales e insulares, a una profundidad de 30-800 m (100-2600 pies), que ocupan todos los niveles de la columna de agua. Son más comunes en torno a las islas aisladas, los bancos de coral, y caídas de arrecífes. Los tiburones jóvenes frecuentan aguas poco profundas o lagunas costeras, mientras que los adultos se presentan en aguas más profundas, con poca superposición entre los dos grupos de edad.

## Taxonomía y filogenia
El tiburón punta blanca fue originalmente descrito como Carcharias albimarginatus por el naturalista alemán Eduard Rüppell, en el Fische des Rothen Meeres (en español: "Peces del Mar Rojo") de 1837. El nombre fue cambiado posteriormente al vigente Carcharhinus albimarginatus. El epíteto específico se deriva de la voz latina albi que significa "blanco", y el significado marginatus "para encerrar con una frontera". En 1960, un macho inmaduro de 103 cm de largo capturado frente al parque nacional Ras Muhammad en el Mar Rojo, fue designado como el holotipo. Basado de las similitudes en la morfología, las formas de los dientes, y las características vertebrales, Garrick (1982) propuso al tiburón gris de arrecife como el pariente más cercano del tiburón punta blanca. Esta interpretación fue corroborada por Lavery (1992), basado en los datos de alozimas.